# Kurt Graff
Kurt Graff (* 16. März 1930 in Berlin) ist deutscher Pädagoge.

## Leben
Nach der  Promotion 1970 zum Dr. phil. in Tübingen lehrte er von 1972 bis 1975 als Professor an der Fachhochschule für Sozialarbeit und Sozialpädagogik und ab 1975 als Professor für Fernstudiendidaktik an der Fernuniversität in Hagen.

## Schriften (Auswahl)
- Ausbildung betrieblicher Führungskräfte durch Fernunterricht. Berlin 1966, OCLC 73777023.
- Voraussetzungen erfolgreichen Fernstudiums. Dargestellt am Beispiel des schwedischen Fernstudiensystems. Hamburg 1970, ISBN 3-920588-09-6.
- Die lexivisuelle Gestaltung von gedruckten Studienmaterialien. Hagen 1977, OCLC 981917288.
- Die jüdische Tradition und das Konzept des autonomen Lernens. Basel 1980, ISBN 3-407-65228-3.